# Лукавая, Нина Амбросиевна
Нина Амвросиевна Лукавая (1912, ныне Окнянский район Одесской области — 1967, село Ставрово, теперь Окнянского района Одесской области) — украинский советский деятель, новатор сельскохозяйственного производства, свинарка колхоза имени Чкалова Красноокнянского района Одесской области. Депутат Верховного Совета УССР 4—5-го созывов. Герой Социалистического Труда (10.09.1949).

## Биография
Родилась в крестьянской семье. Работала в колхозе.
С 1945 года свинарка колхоза имени Чкалова (затем — «Путь Ильича», «Дружба народов»; имени ХХІІ съезда КПСС) села Ставрово Красноокнянского района Одесской области.
Указом Президиума Верховного Совета СССР от 10 сентября 1949 года свинарке Нине Амвросиевне Лукавой, которая «вырастила в течение года от 7 свиноматок по 27 поросят в среднем на свиноматку, при среднем живом весе поросёнка в двухмесячном возрасте 15,1 кг.», было присвоено звание Героя Социалистического Труда с вручением ордена Ленина и золотой медали «Серп и Молот». В 1961 году получила по 25 поросят от каждой из 82 свиноматок своей группы.

## Награды
- Герой Социалистического Труда (10.09.1949)
- два ордена Ленина (10.09.1949, 26.02.1958)
- медали
- Почетная грамота Президиума Верховного Совета Украинской ССР (7.03.1960)